# Zakoleje (Wolica)
Zakoleje – część wsi Wolica w Polsce, położona w województwie świętokrzyskim, w powiecie kieleckim, w gminie Chęciny.
W latach 1975–1998 Zakoleje administracyjnie należały do województwa kieleckiego.